# Prilipski potok
Prilipski potok je potok, ki se pri naselju Čatež ob Savi kot desni pritok izliva v reko Savo. 